# کمینگاه
کمینگاه فیلمی ایرانی در ژانر جنگی، حادثه ای به نویسندگی سیروس تسلیمی است که در سال ۱۳۶۶ تولید شده‌است.

## خلاصه داستان
سروان ترابی در یک عملیات ارتش در گذرگاه آبی جنوب مجروح می‌شود و در بیمارستان فوت می‌کند. دو گلولهٔ ژ. ۳ او را از پا درآورده است. دکتر مراتب شک خود را گزارش می‌کند. سرگرد جلایر از سوی رکن دو ارتش وظیفه می‌یابد تا پرونده را دنبال کند. تحقیقات سرگرد روشن می‌سازد که سروان ترابی با تفنگ ژ. ۳ استوار سهرابی، که مدتی قبل مفقود شده، به قتل رسیده‌است. استوار سهرابی در مظان اتهام قرار می‌گیرد، تا این که معلوم می‌شود یک غواص عراقی. که تفنگ استوار را به دست آورده، سروان ترابی را هدف گلوله قرار داده‌است.

## بازیگران
- فرامرز قریبیان
- محمد بانکی
- حسین ملاقاسمی
- اصغر بانکی
- کاظم افرندنیا
- علی برجسته
- عباس مختاری
- حسین صفاریان
- جواد عاقلیان
- اصغر آشوری
- رضا زیبا
- محمد شمس
- عرب خالقی
- رضا بدیع‌نیا
- رضا گنج‌پور
- ابوالقاسم مهرپرور